# Arto Taimi
Arto Taimi – fiński kierowca wyścigowy.

## Biografia
W 1999 roku zadebiutował w Fińskiej Formule 4, ścigając się Reynardem 873. Zajął wówczas osiemnaste miejsce w klasyfikacji końcowej. W 2000 roku natomiast był trzeci. Taki sam rezultat osiągnął w 2001 roku w Fińskiej Formule Ford Zetec. W sezonie 2002 uczestniczył w Nordyckiej Formule Ford Zetec, zajmując czternaste miejsce na koniec sezonu. W 2003 roku zadebiutował w Fińskiej Formule 3 Dallarą F397 i został sklasyfikowany na dwunastym miejscu. W następnym sezonie zwyciężył trzykrotnie i zajął trzecie miejsce w klasyfikacji generalnej. W sezonie 2005 był czwarty. Rok 2006 zakończył z dorobkiem trzech zwycięstw i 148 punktów, co dało mu tytuł mistrzowski. W sezonie 2007 zmienił samochód na Dallarę F304 i był jedenasty. W roku 2008 rywalizował w Pucharze Formuły 3 Strefy Północnoeuropejskiej, zajmując czwarte miejsce.